# Муковесово
Муковесово — деревня в Сычёвском районе Смоленской области России. Входит в состав Караваевского сельского поселения. Население — 13 жителей (2007 год). 
Расположена в северо-восточной части области в 5 км к западу от Сычёвки, в 8 км западнее автодороги Р134 «Старая Смоленская дорога» Смоленск — Дорогобуж — Вязьма — Зубцов. В 7 км северо-восточнее деревни расположена железнодорожная станция Сычёвка на линии Вязьма — Ржев. 

## История
В годы Великой Отечественной войны деревня была оккупирована гитлеровскими войсками в октябре 1941 года, освобождена в марте 1943 года.